# Sindiejewka
Sindiejewka (ros. Синдеевка) – wieś (ros. деревня, trb. dieriewnia) w zachodniej Rosji, w sielsowiecie biełowskim rejonu biełowskiego w obwodzie kurskim.

## Geografia
Miejscowość położona jest nad rzeką Bobrawa, 9 km od centrum administracyjnego sielsowietu biełowskiego i całego rejonu Biełaja, 85 km od Kurska.
W granicach miejscowości znajduje się 25 posesji.

## Demografia
W 2010 r. miejscowość zamieszkiwało 40 osób.